# Morgantown (West Virginia)
Morgantown ist eine City in und County Seat des Monongalia Countys im Norden des US-amerikanischen Bundesstaates West Virginia. Morgantown wurde 1810 gegründet. Die Einwohnerzahl beträgt 30.347 (Stand: Volkszählung 2020) und der Großraum Morgantown hat eine Bevölkerung von 140.038.

## Lage
Die Stadt liegt am Monongahela River, unweit der Grenze zum Bundesstaat Pennsylvania.

## Geschichte
Bis zum Friedensvertrag von 1763 wurde das Gebiet des heutigen Morgantown von franko-amerikanischen und anglo-amerikanischen Siedlern sowie von den ansässigen indianischen Volksgruppen beansprucht. Zwar ging aus dem Friedensabkommen hervor, dass die Engländer das Gebiet zugesprochen bekamen, die kriegerischen Konflikte mit den Indianern hielten jedoch bis zum Beginn der amerikanischen Revolution unvermindert an.
Bedingt durch diese anhaltenden Auseinandersetzungen wurden im weitflächigen Gebiet von Morgantown eine hohe Anzahl von Forts (Festungen) errichtet.
- Fort Pierpont, 1769 am Cheat River
- Fort Coburn, 1770 am Dorsey Knob
- Fort Morgan, 1772 im heutigen Morgantown
- Fort Dinwiddle, 1772 in der Gegend von Stewartstown
- Fort Martin, 1773, einige Kilometer nördlich des Monongahela River
- Fort Burris, 1774
- Fort Kern, 1774

Die erste Besiedlung fand 1772 durch Zackquill Morgan statt.
1785 wurde das Gebiet von der Virginia General Assembly konzessioniert, woraufhin das erste Baugrundstück zum Kauf per Auktion angeboten wurde.
Historisch nennenswert ist das im 18. Jahrhundert erbaute Old Stone House, das in der heutigen Chestnut Street steht, und am 27. Dezember 1972 mit der Nummer 72001290 vom National Register of Historic Places aufgenommen wurde.

## Städtepartnerschaften
Partnerstädte sind:
- Guanajuato eine Stadt in Zentralmexiko im gleichnamigen Bundesstaat;
- Xuzhou eine Stadt in der Provinz Jiangsu der Volksrepublik China.

## Bildung
Morgantown ist Sitz der West Virginia University, der größten und zugleich wichtigsten Hochschule in West Virginia. Die Anzahl der eingeschriebenen Studenten beträgt 28.898 (Stand: 2009). Die Schule grenzt direkt an den Downtown Morgantown Historic District, ein historischer Stadtteil, der vom National Register of Historic Places am 2. Mai 1996 mit der Nummer 96000441 aufgenommen wurde.
In der Stadt befinden sich mit der  University High School und der Morgantown High School zwei weiterführende Schulen.

## Kultur
Kulturelle Angebote bieten in Morgantown das WVU Arts & Entertainment wie auch das Monongalia Arts Center, das im NRHP als historisch aufgenommene Old Morgantown Post Office zu finden ist. Das Gebäude wurde am 28. März 1979 mit der Nummer 79002593 aufgenommen.

## Sport
Morgantown besitzt neben zahlreichen Sportaktivitäten auch die dazugehörige Infrastruktur. Erwähnenswert ist hier das Mountaineer Field at Milan Puskar Stadium sowie das WVU Coliseum.

## Sonstiges
Morgantown war 2010 unter den Top 10 der Forbesliste „Best Places For Business And Careers“ gelistet.
In Morgantown gibt es zwei von der Stadt ausgearbeitete Wanderwege. Der Caperton Trail, benannt nach dem ehemaligen Gouverneur von West Virginia, Gaston Caperton, ist ein fast 10 Kilometer langer befestigter Wanderweg, und führt unter anderem durch das historische Distrikt der Stadt. Die Länge des Deckers Creek Trail-Wanderweges beträgt fast 30 Kilometer.
Der Flughafen Morgantown Municipal–Walter L. Bill Hart Field (IATA-CODE:MGW), liegt etwa 5 Kilometer östlich der Stadt.
Während der 1970er Jahre baute das U.S. Department of Transportation eine experimentelle Personal Rapid Transport. Das Morgantown Personal Rapid Transit (PRT) wird seit 1975 genutzt.

## Persönlichkeiten

### Söhne und Töchter der Stadt
- Moses P. Kinkaid (1856–1922), Politiker
- Don Knotts (1924–2006), Schauspieler und Komiker
- David Selby (* 1941), Schauspieler
- Charles M. Vest (1941–2013), Ingenieur und Hochschullehrer
- Nancie Banks (1951–2002), Jazzsängerin, Bandleaderin und Kopistin
- Walter L. Sharp (* 1952), General der United States Army
- Robert P. George (* 1955), Rechtswissenschaftler
- William Easterly (* 1957), Ökonom
- Alan Henderson (* 1972), Basketballspieler
- Andrew R. Morgan (* 1976), Astronaut
- Riley Moore (* 1980), Politiker
- Huey Mack (* 1991), Rapper
- Elizabeth McLaughlin (* 1993), Schauspielerin

### Persönlichkeiten mit Bezug zur Stadt
- Freddy Quinn (* 1931), österreichischer Schlagersänger – Grundschulzeit
- Lawrence Kasdan (* 1949), Regisseur, Drehbuchautor und Schauspieler; wuchs in Morgantown auf